# Lycosa longivulva
Lycosa longivulva là một loài nhện trong họ Lycosidae.
Loài này thuộc chi Lycosa. Lycosa longivulva được Frederick Octavius Pickard-Cambridge miêu tả năm 1902.